# Tryonia elata
Tryonia elata là một loài ốc nước ngọt, một loài thân mềm chân bụng sống dưới nước trong họ Hydrobiidae.

Đây là loài đặc hữu ở Hoa Kỳ. Tên chung tiếng Anh của loài này (Point of Rocks tryonia) dùng để chỉ về khu vực được gọi là Point of Rocks, Maryland, ở Hoa Kỳ.